# Ovide
Pour les articles ayant des titres homophones, voir Ovid et La Bande à Ovide.
Ovide, en latin Publius Ovidius Naso, né en 43 av. J.-C. à Sulmone (en italien Sulmona) dans le centre de l'Italie et mort en 17 ou 18 ap. J.-C., en exil à Tomis (l'actuelle Constanţa en Roumanie), est un poète latin qui vécut durant la période de la naissance de l'Empire romain. Ses œuvres les plus connues sont L'Art d'aimer et les Métamorphoses.
Son surnom Naso lui vient de son nez proéminent. Il naît un an après l'assassinat de Jules César, est adolescent lorsque Auguste s'empare du pouvoir pour transformer la République en Empire, et meurt en exil, trois ans après la mort de ce premier empereur.
En 2017, son bannissement est levé par la municipalité de Rome,.

## Biographie

### Des débuts prometteurs

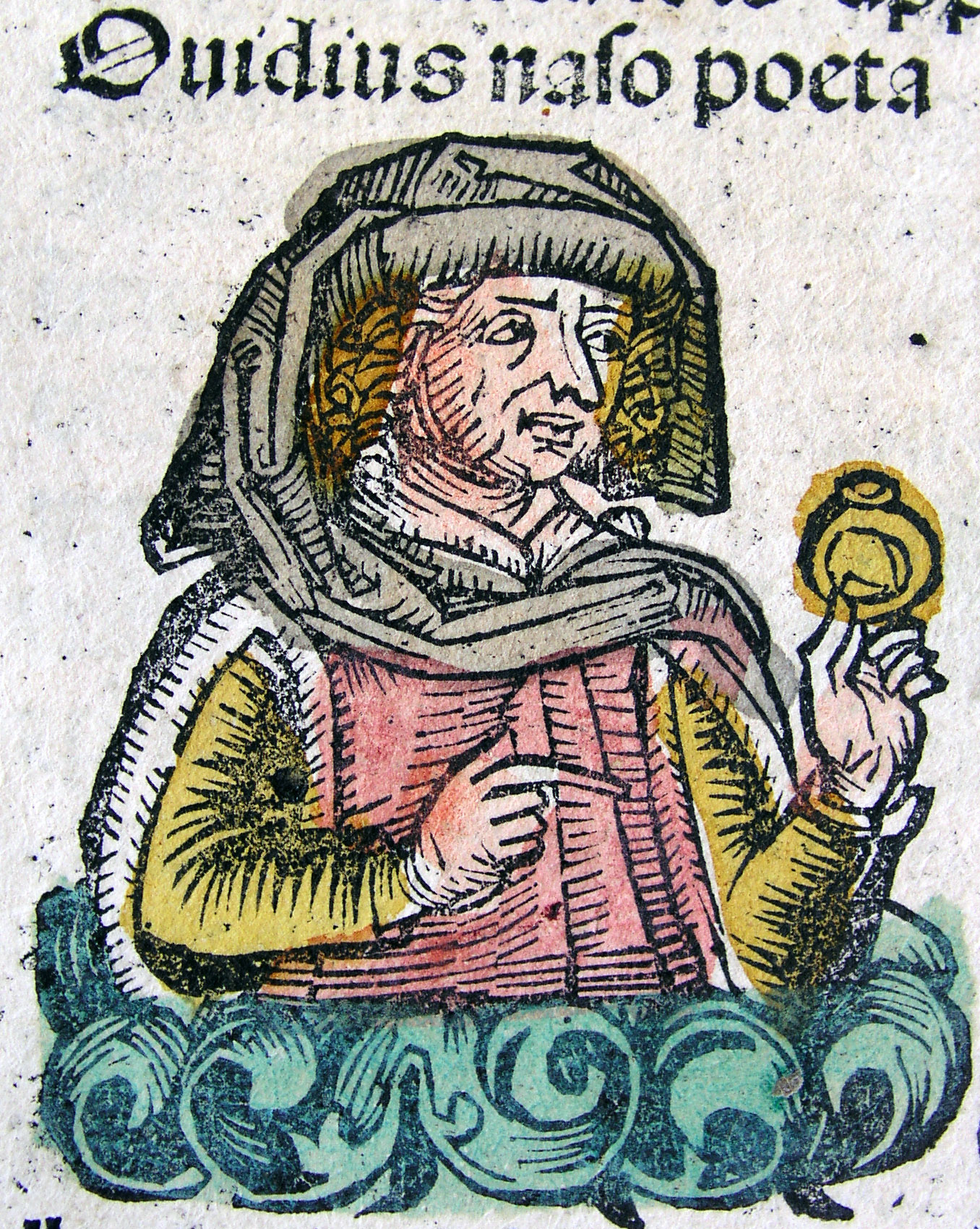
Ovide, représenté dans la Chronique de Nuremberg.

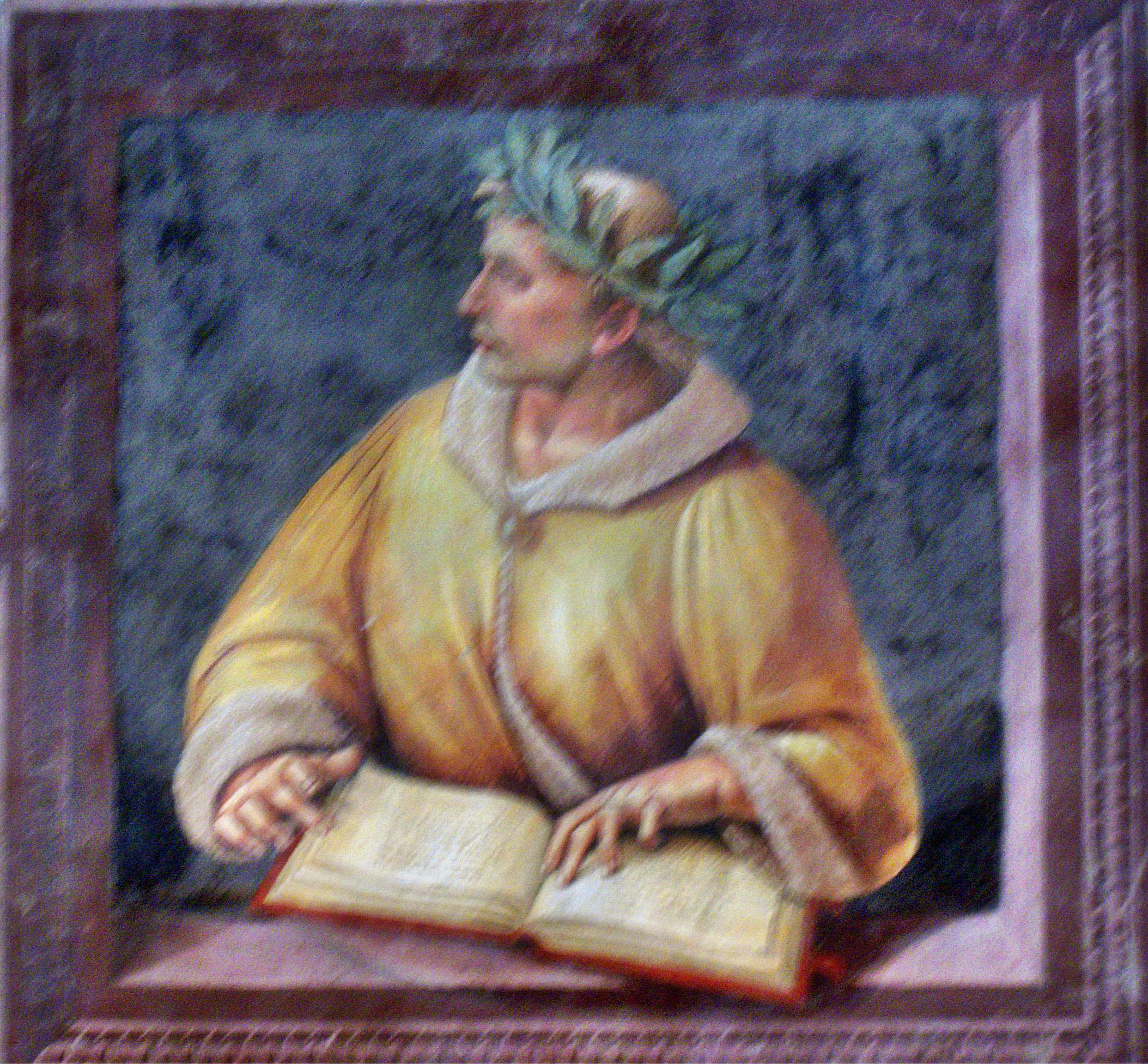
Ovide. Fresque de Luca Signorelli, chapelle Saint-Brice, cathédrale d'Orvieto, XV.

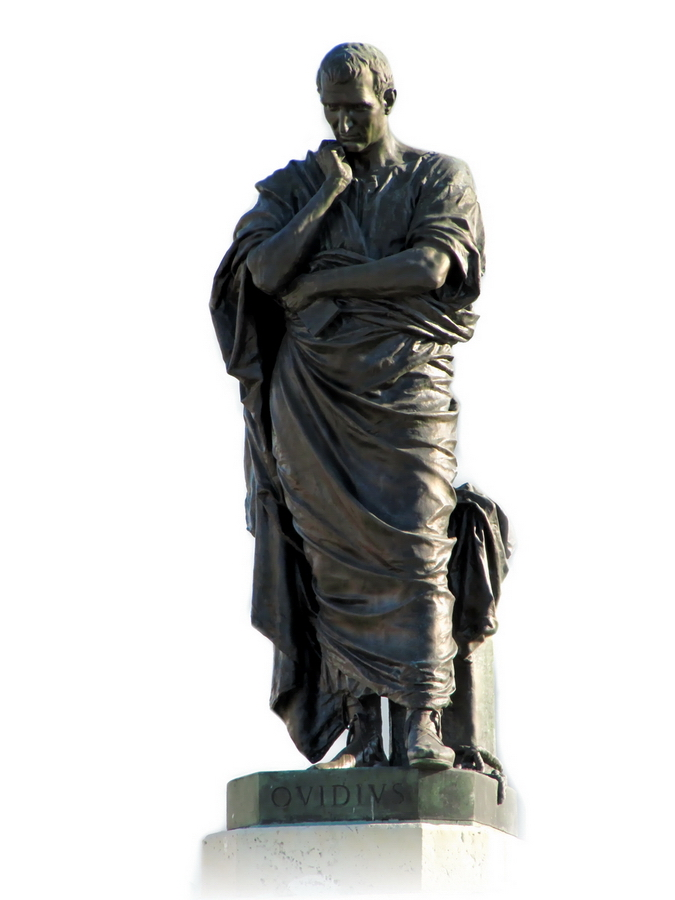
Statue d'Ovide, imaginé par Ettore Ferrari (original à Tomis, réplique à Sulmone).

Issu d'une famille aisée des Abruzzes appartenant à l'ordre équestre, Ovide est héritier d'une grande fortune. Il étudie la rhétorique à Rome. À l'âge de dix-huit ans, son père lui permet d'aller voyager à Athènes, voyage qui le marquera et exercera une influence sur ses œuvres, notamment Les Métamorphoses. Après ce long voyage en Grèce, il entre dans la carrière judiciaire pour complaire à son père, siégeant parfois au tribunal des décemvirs où, selon son propre témoignage, il sait toujours « sans malversations décider de la fortune des accusés » ; choisi comme arbitre de leurs contestations par des particuliers, il est de même loué par la partie déboutée pour son impartialité. Mais délaissant très tôt les carrières juridique et administrative, il est attiré par la poésie, sa véritable vocation ; artiste mondain, sensible et spirituel, il fréquente les poètes Horace, Tibulle et Properce, et inaugure sa carrière littéraire à vingt-quatre ans, avec les Amours (19 av. J.-C.) ; ce recueil d'élégies développe tous les thèmes érotiques en une sorte de roman d'amour autour d'une certaine Corinne, une hétaïre sous le pseudonyme de laquelle Ovide a dissimulé l'identité de son amante. En 2 av. J.-C., Ovide apparaît comme un poète majeur du Principat (le régime instauré par Auguste) car il est choisi pour déclamer en vers l'inauguration du temple de Mars Vengeur, à Rome.
Il connaît bientôt la célébrité grâce à trois autres recueils de poèmes, les Héroïdes, lettres fictives prêtées à des héroïnes de la mythologie, l'Art d'aimer (1 av. J.-C.) sur la théorie de la séduction, et les Remèdes à l'amour (2 apr. J.-C.). Cette inspiration, jusque-là d'un badinage grivois, change ensuite notablement d'orientation si l'on excepte l'épithalame consacré en 11 av. J.-C. aux noces de Paullus Fabius Maximus et une élégie sur la mort du grand orateur Marcus Valerius Messalla Corvinus. Renonçant en grande partie aux distiques de sa poésie amoureuse, il adopte l'hexamètre dactylique dans un poème astronomique, les Phénomènes, où, au témoignage de Valerius Probus, il décrit la marche des astres sur le firmament, évoquant Persée et les Pléiades. À partir de 3 apr. J.-C. il s'applique à un calendrier national, les Fastes, où il parcourt, mois par mois, le cycle annuel des fêtes religieuses romaines. Après l'âge de quarante ans, il abandonne la poésie érotique pour écrire les Métamorphoses, poème de 12 000 hexamètres dactyliques répartis en quinze livres et reprenant les récits de la mythologie grecque et romaine. Le lien qui unit ces œuvres, malgré le caractère apparemment disparate de leurs sujets, pourrait bien être la doctrine astrologique qu'Ovide professe en maints passagesde ses œuvres, et qui est le reflet de sa conversion aux croyances néopythagoriciennes.
Ovide avait perdu son père et sa mère ; sa famille se composait d'une fille prénommée Pérille issue des secondes noces du poète et mariée au sénateur Cornelius Fidus ; elle résidait en Libye avec son époux et leurs enfants. Par son troisième mariage avec Fabia, sœur de Paullus Fabius Maximus, Ovide est entré dans une branche de l'aristocratie romaine apparentée à Jules César et à l'empereur Auguste lui-même, ce qui lui aurait permis, s'il l'avait voulu, de faire une brillante carrière dans les magistratures ; mais comme Asinius Pollion, comme le grand juriste Antistius Labéon ou Messala Corvinus, Ovide, en dédaignant les faveurs qui pouvaient lui être offertes, refusa d'être le complice d'un régime impérial qui avait fait disparaître toutes les libertés politiques et individuelles. Il a cependant joui de l'amitié des plus hautes personnalités romaines de son temps. Parmi ses intimes les plus proches, on compte, outre Paullus Fabius Maximus chez qui il est souvent convié pour des dîners, le consul et sénateur Cotta Maximus, le préfet de la bibliothèque impériale d'Apollon, Hygin, et le petit-fils adoptif d'Auguste, Germanicus en personne.

### Relégation à Tomis

#### Contexte
À l'automne de l'an 8 ap. J.-C., sur un simple édit d'Auguste, Ovide est assigné à résidence en Scythie mineure, sur les bords du Pont-Euxin (aujourd'hui la mer Noire), à Tomis, peuplée de Gètes et de Grecs, principalement marchands, marins, pêcheurs et artisans, mais où la culture et les arts de Rome lui manqueront cruellement. La promulgation d'un édit impérial sans nulle forme de procès, permettait d'éviter tout débat judiciaire et de ne pas ébruiter l'affaire. Ovide n'est ni banni dans une île, ni déporté : il est relégué (relegatus). Alors que la déportation entraînait la perte de la citoyenneté romaine et une confiscation totale des biens du condamné, la relégation laissait à Ovide sa personnalité de citoyen, elle ne touchait pas à sa fortune et n'entamait pas sa liberté de poursuivre sa carrière d’écrivain et de communiquer avec sa femme et ses amis.
C'est donc avec ses biens et ses esclaves qu'Ovide arriva à Tomis au printemps de l'an 9 de notre ère et c'est dans ce lieu éloigné de Rome, sur une île proche de la côte (mais qui se trouve aujourd'hui dans une lagune au nord de Constanţa, si c'est bien la même) qu'il bâtit sa villa et qu'il passa les dix dernières années de sa vie.
La relégation d'Ovide était temporaire (ad tempus) et non pas perpétuelle. Sur le motif de cette sanction, Ovide fut soumis à l'obligation du silence. Par le poète lui-même, nous savons que durant cette décennie d'exil, il apprit le thrace qui lui permit de communiquer avec les Gètes, les Sarmates et avec le roi thrace Cotys VIII ; au lendemain de la mort d'Auguste, il lut devant les Gètes réunis sur le forum de Tomis, le poème qu'il avait composé en leur langue à la gloire de l'empereur, et reçut d'eux des marques d'enthousiasme. Il écrivit à Tomis ses ultimes vers, les Tristes et les Pontiques, qui contiennent des confidences pleines de mélancolie où s'expriment sa nostalgie, sa douleur et sa détresse d'exilé. Mais à partir de la relégation, aucune de ses œuvres n'entra plus dans les bibliothèques publiques. Ovide tenta en vain de revenir à Rome. Il écrivit pour son amusement un traité sur la pêche, les Halieutiques, dont la tradition nous a transmis 136 vers, un pamphlet intitulé Ibis, où il couvre de malédictions l'infidélité d'un faux ami, ainsi que quelques descriptions des Thraco-Romains vivant autour de Tomis.

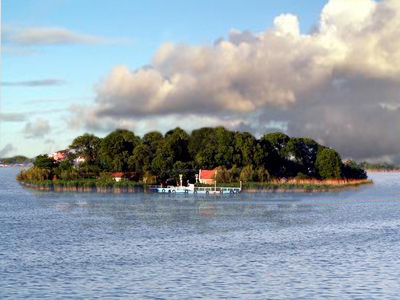
L'« île d'Ovide » au nord de Tomis (Scythie mineure) : des ruines d'époque romaine s'y trouvent et l'on suppose qu'Ovide y aurait résidé.

Après sa mort, malgré le souhait d'Ovide, sa famille ne put rapatrier son corps et il fut, selon toute vraisemblance, enseveli à Tomis ; on n'a trouvé aucune tombe dans l'île qui porte son nom, mais depuis l'époque où une villa rustica romaine s'y trouvait, il y a deux mille ans, la surface de cette île a diminué en raison de l'érosion.
À titre symbolique, son exil a été révoqué en décembre 2017 par la municipalité de Rome, qui réhabilita officiellement Ovide,.

#### Origine de la relégation
Sur les motifs de cette relégation, diverses hypothèses ont été émises. De son propre aveu, Ovide fut condamné sous deux chefs d'accusation distincts : « Deux chefs d'accusation ont causé ma perte, mon poème et une erreur.» Le poème (carmen) qui lui valut la sévérité de l'empereur, c'est L'Art d'aimer. Au moment où Auguste se faisait le restaurateur de la moralité, imposant aux Romains une ambiance de conformisme et de pruderie par les Lois Iuliae, ce recueil de poèmes fait d'Ovide un « professeur de l'obscène adultère », comme il l'écrit lui-même : « Arguor obsceni doctor adulterii ». Sur l'erreur qui lui fut fatale, Ovide a affirmé n'avoir été qu'un spectateur :

« Je n'ai rien dit, ma langue n'a proféré nul outrage ; des mots coupables ne m'ont pas échappé dans les fumées du vin : c'est uniquement parce que mes regards, sans le savoir d'avance, ont vu un crime, que je suis frappé. Ma faute est d'avoir eu des yeux. »

— Tristes, III, 5, 47-50.
Gaston Boissier, dans son étude consacrée à l'exil d'Ovide, a supposé qu'une relation amoureuse entre la fille d'Auguste — Julie — et le poète aurait déplu à l'empereur. Mais la chronologie s'oppose absolument à cette hypothèse : depuis qu'Auguste avait découvert les débordements de sa fille, c'est-à-dire entre 5 et 2 av. J.-C., il la fit surveiller étroitement, l'exila sur l’île de Pandataria, puis, à partir de 5 ap. J.-C., à Regium de Calabre où nul ne pouvait l'approcher, et il est donc impossible qu’une intrigue ait pu alors se nouer entre Ovide et elle. De nombreuses hypothèses ont encore été avancées, certaines hautement improbables. D'autres suppositions mettent en scène Julia Vipsania ou encore imaginent Ovide dans quelque cérémonie consacrée au culte de la déesse égyptienne Isis ou de la Bonne Déesse.
Les deux hypothèses les plus solidement étayées à la fois par des faits précis, par les textes d'Ovide et par des indices concordants, sont celles de l'érudit et helléniste Salomon Reinach et de Jérôme Carcopino. Ces deux hypothèses reposent sur le constat que le catalogue juridique des Romains détaillant les chefs d'accusation pour relégation ad tempus ne permet de retenir, dans le cas d'Ovide, que la pratique de l'art divinatoire des astrologues et mathématiciens adeptes du néopythagorisme. Et justement, en fidèle admirateur de Pythagore, Ovide avoue avoir pratiqué la divination qui était alors illégale, car elle usurpait une des prérogatives essentielles de l'Empereur, et César comme Auguste ont sévi avec la dernière sévérité contre les néopythagoriciens et leurs pratiques divinatoires. La culpabilité d'Ovide aurait pu être aggravée du fait que cette séance de mantique se serait déroulée dans sa propre maison, ce qui explique que le poète ait pu être dénoncé par « le sacrilège de ses camarades et la trahison de ses serviteurs », comme il l'écrit lui-même.
Jérôme Carcopino a émis l'hypothèse que la question posée dans cette séance de divination a peut-être concerné l’éventualité de la mort de l'empereur, ou bien l'éventualité d'une victoire de Germanicus. Dans l'une et l’autre de ces hypothèses, la séance de divination néopythagoricienne était doublement attentatoire aux prérogatives d'Auguste qui ne manquera d'ailleurs pas dès l'année suivante, en 9 ap. J.-C., d'interdire sévèrement la divination privée.

## Genres littéraires
- Poésie didactique : poésie dont la fonction est d'enseigner : L'Art d'aimer, Les Remèdes à l'amour, Les Fards ou Soins du visage, les Fastes.
- Poésie lyrique élégiaque : poésie où l’on exprime des sentiments plaintifs : les Tristes, les Pontiques.
- Poésie lyrique amoureuse: poésie d'expression du sentiment amoureux : Les Amours.
- Poésie épique : les Métamorphoses. Les Métamorphoses, comme l'Énéide de Virgile, sont une épopée, genre qui se caractérise par un contenu noble et, au niveau de la forme, par l’utilisation de l’hexamètre dactylique ; ces deux caractéristiques signalent l’expression sublime. Par tous les genres, Ovide se distingue par son goût pour le thème « érotique ».

## Œuvres
- Les Amours
- Les Héroïdes
- L'Art d'aimer
- Les Fards ou Soins du visage
- Les Remèdes à l'amour
- Les Métamorphoses
- Les Fastes
- Les Tristes
- Les Pontiques
- Épîtres
- Médée (tragédie perdue)
- Les Halieutiques
- L'Ibis
- Le Noyer

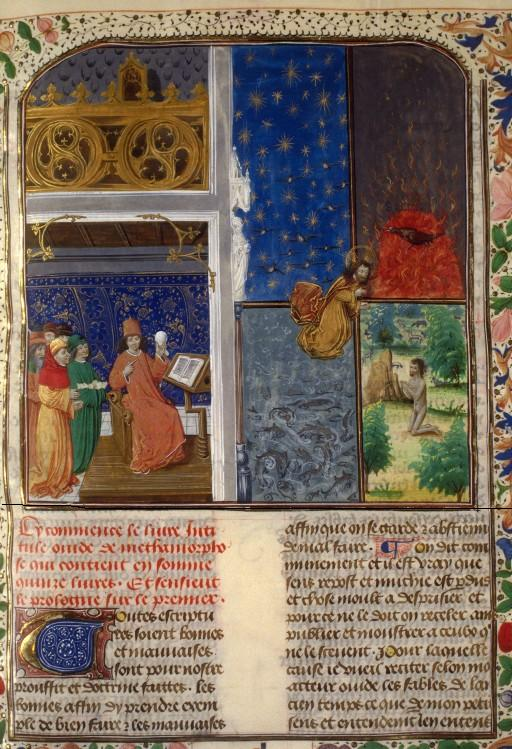
Ovide comparant l'univers à un œuf, enluminure pour Les Métamorphoses, Flandre, XVe siècle.

- Épigrammes sur les Amours et les Métamorphoses

Deux œuvres sont soupçonnés d'être apocryphes :
- Les Doubles Héroïdes (en)
- Consolation à Livie Augusta, nommée par les manuscrits Épître de Consolation adressée à Livie sur la mort de son Fils. C'est une œuvre hommage d'un proche à Nero Claudius Drusus, mort en -9, écrite sous Auguste. Tous les manuscrits l'attribuent à Ovide, la consolation présente plusieurs résonances du poète et des imitations des Amours et Tristes, sa technique est pastichée, on soupçonne même une œuvre de jeunesse. L'influence de Virgile est marquée. Mais depuis Scaliger, on refuse la paternité à Ovide ou Albinovanus Pedo car le style est décrit comme négligent, médiocre et répétitif et Ovide ne la mentionne pas parmi ses œuvres, qu'il liste dans les Tristes[36].

## Postérité

### Postérité des œuvres d'Ovide
Les œuvres d'Ovide ont continué à être lues bien après sa mort. Au Moyen Âge, ses poèmes, par exemple sur Dédale et Icare dans les Métamorphoses, exercent une forte influence sur les auteurs de poésie et de romans. Des critiques pour évoquer cette influence n'ont pas hésité à qualifier les XIIIe siècle et XIVe siècle d'âge d'Ovide (aetas Ovidiana). Cette prégnance sur la littérature médiévale commence dès la période carolingienne et se poursuit jusqu'à la Renaissance.
Les œuvres d'Ovide font l'objet de nombreuses réécritures, suites ou adaptations sur d'autres supports (notamment des œuvres musicales et des films). Voyez les articles des œuvres elles-mêmes sur ce sujet.

### Évocations d'Ovide dans les arts

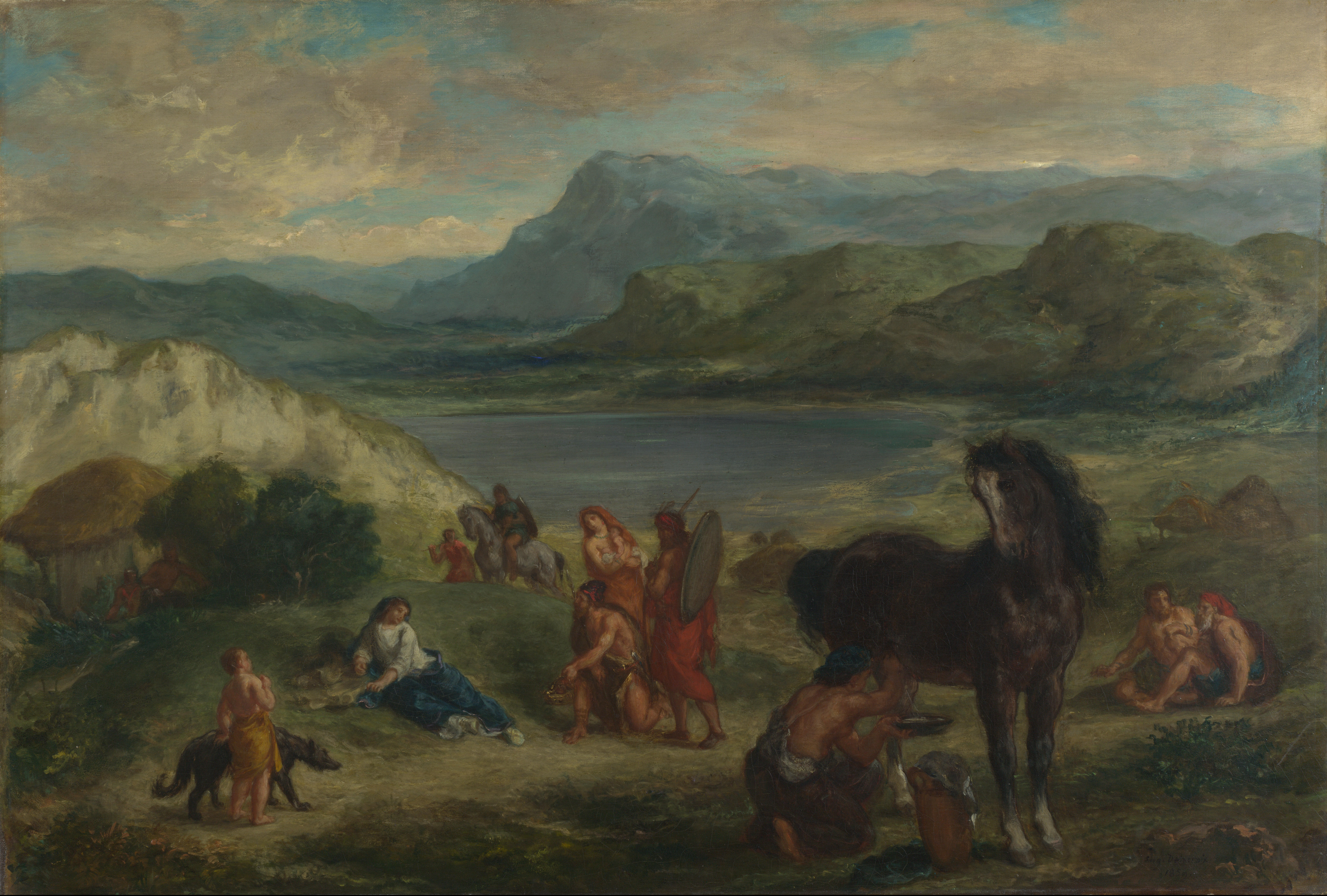
Ovide chez les Scythes
Eugène Delacroix, 1859
National Gallery, Londres.

La vie d'Ovide a inspiré plusieurs écrivains, en particulier les circonstances de son bannissement et son séjour à Tomes en exil.
Le roman Dieu est né en exil (titre provocateur à l'époque du régime communiste de Roumanie, officiellement athée), de l'écrivain roumain Vintila Horia, paru en 1960, se présente comme un journal tenu par Ovide à Tomis.
En 1978, l'écrivain australien David Malouf publie An Imaginary Life où il s'intéresse également à l'exil d'Ovide à Tomis.
En 1988, l'écrivain autrichien Christoph Ransmayr publie Le Dernier des mondes (Die letzte Welt) où il imagine un disciple d'Ovide partant à sa recherche dans la région où le poète a été exilé et vivant des aventures teintées de surnaturel.
Ovide est représenté également en peinture, dans le tableau d'Eugène Delacroix de 1859, Ovide parmi les Scythes, visible à la National Gallery à Londres, qui fait référence au bannissement d'Ovide par l'empereur Auguste dans le port de Tomis. Il réalise une deuxième version en 1862, conservée au Metropolitan Museum de New York.
Le ministère de la Culture présente, en ligne, les collections des musées de France sur les thèmes évoqués dans Les Métamorphoses.
En 2021, l'écrivain catalan Joan-Lluis Lluis publie Junil un roman dont le sujet est une jeune fille fuyant l'Empire romain avec des amis esclaves mais qui a le projet ultime de retrouver Ovide en exil.

### Toponymes
En Italie, il existe une rue d'Ovide à Rome, près du château Saint-Ange, et un cours d'Ovide à Sulmona, sa ville natale. Le nom d'Ovide a été donné à :
- l'université Ovidius, à Constanța (Roumanie)
- Ovidiu, municipalité roumaine voisine de Constanza
- Ovidiopol, ville du sud-ouest de l'Ukraine
- Ovid, localité des États-Unis
- de nombreuses rues, écoles et bibliothèques en Roumanie.

Dans ce pays, Ovidiu est aussi un prénom usuel.

#### Ouvrages
- G.T. Villenave, Vie d'Ovide contenant des notions historiques et littéraires sur le siècle d'Auguste, Paris F. Gay, 1809 Lire en ligne
- Henri de La Ville de Mirmont, La jeunesse d'Ovide, Paris, Albert Fontemoing éditeur, 1905 Lire en ligne
- Vintila Horia , Dieu est né en exil, Journal d'Ovide à Tomes, roman, 1960
- Jérôme Carcopino, Rencontres de l'Histoire et de la littérature romaines, Flammarion, 1963, p. 59 à 170 : L'exil d'Ovide, poète néopythagoricien
- Xavier Darcos, Ovide et la mort, Paris, Presses universitaires de France, 2009, 465 p. (ISBN 978-2-13-057818-5)
- Jean-Marc Frécaut, L'esprit et l'humour chez Ovide, Presses universitaires de Grenoble, 1972 (ISBN 978-2-7061-0003-1)
- Christoph Ransmayr, Le Dernier des mondes, traduit par Jean-Pierre Lefebvre, Flammarion/P.O.L, 1989  (ISBN 9782080663368) (premières pages, en PDF : )
- Jean-Yves Maleuvre, Jeux de masques dans l'élégie latine : Tibulle, Properce, Ovide, Peeters, coll. « Collection d'Études Classiques », 1998, 308 p. (ISBN 978-90-429-0015-8, lire en ligne)
- Jean-Yves Maleuvre, La mort de Virgile d'après Horace et Ovide, Paris, Touzot, 1998, 2e éd. (ISBN 978-2-86433-045-5)
- (en) Barbara Weiden Boyd, Brill's Companion to Ovid, Leiden-Boston-Köln, Brill, 2002, 533 p. (ISBN 978-90-04-12156-0)
- Ian Monk, Le voyage d'Ovide, Illkirch, Le Verger éditeur, 2002, 62 p. (ISBN 2-84574-015-8)
- (en) Philip Hardie (dir.), The Cambridge Companion to Ovid, Cambridge University Press, 2006
- (en) Brooks Otis, Ovid As An Epic Poet, Cambridge, Cambridge University Press, 2010, 2e éd., 460 p. (ISBN 978-0-521-14317-2, lire en ligne)

#### Articles
- Salomon Reinach, « La divination à Rome et l’exil d’Ovide », Revue de philologie,‎ 1910 (lire en ligne)
- Anne Videau, « La Poétique d'Ovide de l'élégie à l'épopée des Métamorphoses. Essai sur un style dans l'histoire », Paris, 2010
- Léon Herrmann, « La faute secrète d’Ovide », Revue belge de philologie et d’histoire, t. 17, nos 3-4,‎ 1938, p. 695-725 (lire en ligne)
- Michel Arouimi, « Ovide écartelé », Revue des études anciennes, t. 94, nos 3-4,‎ 1992, p. 363-377 (lire en ligne)
- André Arcellaschi, « Ovide-le-tragique », Pallas. Revue d'études antiques, no 49,‎ 1998, p. 91-100 (lire en ligne)
- Augustin Sabot, « Ovide et la société augustéenne », Mélanges Pierre Lévêque. Collection de l'Institut des Sciences et Techniques de l'Antiquité, t. 3, no 404,‎ 1989, p. 381-391 (lire en ligne)

#### Traduction française seule
- Biblioteca Classica selecta : Traductions françaises et ressources en ligne sur Ovide sur la Bibliotheca Classica Selecta (Université Catholique de Louvain)
- Œuvres d'Ovide sur le site remacle.org
- Les Métamorphoses, traduction nouvelle annotée par Anne-Marie Boxus et Jacques Doucet (2005-2009)

#### Texte latin seul
- (la) Latin Library: Ovid Amores, Ars Amatoria, Epistulae ex Ponto, Fasti, Heroides, Ibis, Metamorphoses, Remedia Amoris, Tristia.
- (la) Gutenberg Project: Fasti Introduction et notes en anglais par Thomas Keightley.
- (la) Œuvres d'Ovide

#### Texte latin et traduction française
Traduction juxtalinéaire du livre I des métamorphoses d'Ovide

#### Illustrations
- Illustrations relatives aux XV livres des Métamorphoses en ligne